# Chiesa di Santa Maria di Propezzano
La chiesa di Santa Maria di Propezzano è un luogo di culto cattolico abruzzese di stile romanico presente nel territorio della valle del Vomano, nel comune di Morro d'Oro, in provincia di Teramo. Insieme con l'adiacente monastero fu parte dell'abbazia omonima appartenuta all'ordine dei padri benedettini. Il cenobio si sviluppò nello stesso periodo in cui crebbero nella vallata teramana anche altri importanti abbazie come San Salvatore di Canzano e San Clemente al Vomano. Il nome "Propezzano" sembra si possa etimologicamente ricollegare a quello della Madonna Propiziatrice ai miseri, cui la chiesa è intitolata. Nel 1902 è stata inclusa nell'elenco dei Monumenti nazionali italiani. L'abbazia fa parte dell'itinerario turistico religioso della Valle dell Abbazie.

## Storia
L'edificazione della chiesa, secondo la tradizione, nasce dal miracolo dell'apparizione della Madonna avvenuto in questo luogo il 10 maggio 715.
Malgrado non siano state ritrovate fonti medioevali e lo smarrimento delle carte dell'abbazia, la narrazione dell'evento miracoloso è stata tramandata dalla lunga iscrizione quattrocentesca affrescata, e ancora oggi parzialmente leggibile sulle parti d'intonaco rimaste, nella porzione di muro sopra al portale d'ingresso, dipinta per volere del canonico atriano Andrea Cerone.
L'iscrizione narra della sosta di tre pellegrini tedeschi, definiti "archiepiscopi magni", che qui si fermarono per riposare sotto un piccolo albero di corniolo durante il viaggio di ritorno dalla Terra santa. Questi avevano assicurato ai rami della pianta i loro cavalli e appoggiato le borse in cui trasportavano alcune reliquie prese in Palestina. Poco dopo l'albero iniziò a crescere rapidamente sollevando verso l'alto le loro bisacce, e questi, nonostante i numerosi tentativi, non riuscirono a riappropriarsene dovendovi rinunciare e continuare ad osservarle, increduli, appese e irraggiungibili sui rami.
Stupiti e intimoriti dall'accaduto si raccolsero in preghiera chiedendo a Dio una spiegazione del prodigio. Si narra che furono presi da un sonno immediato e che si manifestò loro in sogno la Madonna chiedendo che in quel luogo fosse edificata una chiesa. Appena svegli iniziarono a costruire un altare ai piedi della pianta di corniolo. La pianta si riabbassò e consentì loro il recupero delle borse.
Il ricordo dell'evento è stato ulteriormente illustrato nei dipinti della fine del Quattrocento all'interno della chiesa e negli affreschi seicenteschi del chiostro dell'abbazia.
Al di sopra del portale romanico la scritta, con caratteri neri ed iniziali rosse così recita:
«HOC OPUS FECIT FIERI FRATER ANDREAS CERONIS CANONICUS ADRIENSIS REVERENDI PRIORIS DOMINI IOHANNIS (...) ECCLESIE NEAPOLITANE HUIUS VENRABILIS ECCLESIE SANCTE MARIE PREPOSITI VICARIUS DE PECUNIA IPSIUS PREPOSITI SUB ANNO DOMINI MCC (...)»
Mario Moretti riporta la trascrizione che ne fece Vincenzo Bindi, il quale, a suo tempo, leggeva: «HOC OPUS FECIT FIERI ANDREAS SIMONIS CANONICUS ADRIENSIS (...) ANN. D. MCCLXXXV» da cui si evince la data 1285, che altri storici hanno decifrato anche come 1466.
Questa datazione del Bindi corrisponderebbe alla data di costruzione della piccola chiesa che si componeva di una sola navata con abside, alla cui facciata era addossato il nartece di ingresso sotto cui si apre il portale romanico sovrastato dalla lunetta che contiene il dipinto della Madonna col Bambino. È comunque accertato, dalle fonti medioevali dell’archivio storico di Atri, che al pari del Convento degli Zoccolanti di Mosciano Sant’Angelo, il convento di Propezzano fosse sottoposto al dominio della famiglia Acquaviva poiché la nomina degli Abati dei due conventi avveniva seguendo il principio di lex nullius. Infatti, il diritto canonico ed ecclesiastico della Chiesa era sospeso rispetto a quello riconosciuto dei Duchi d’Atri di nominare gli Abati del convento benedettino, questione che causò non pochi litigi e contrasti tra il Vescovato di Teramo da una parte e la Famiglia Acquaviva ed i suoi cardinali dall’altra. 

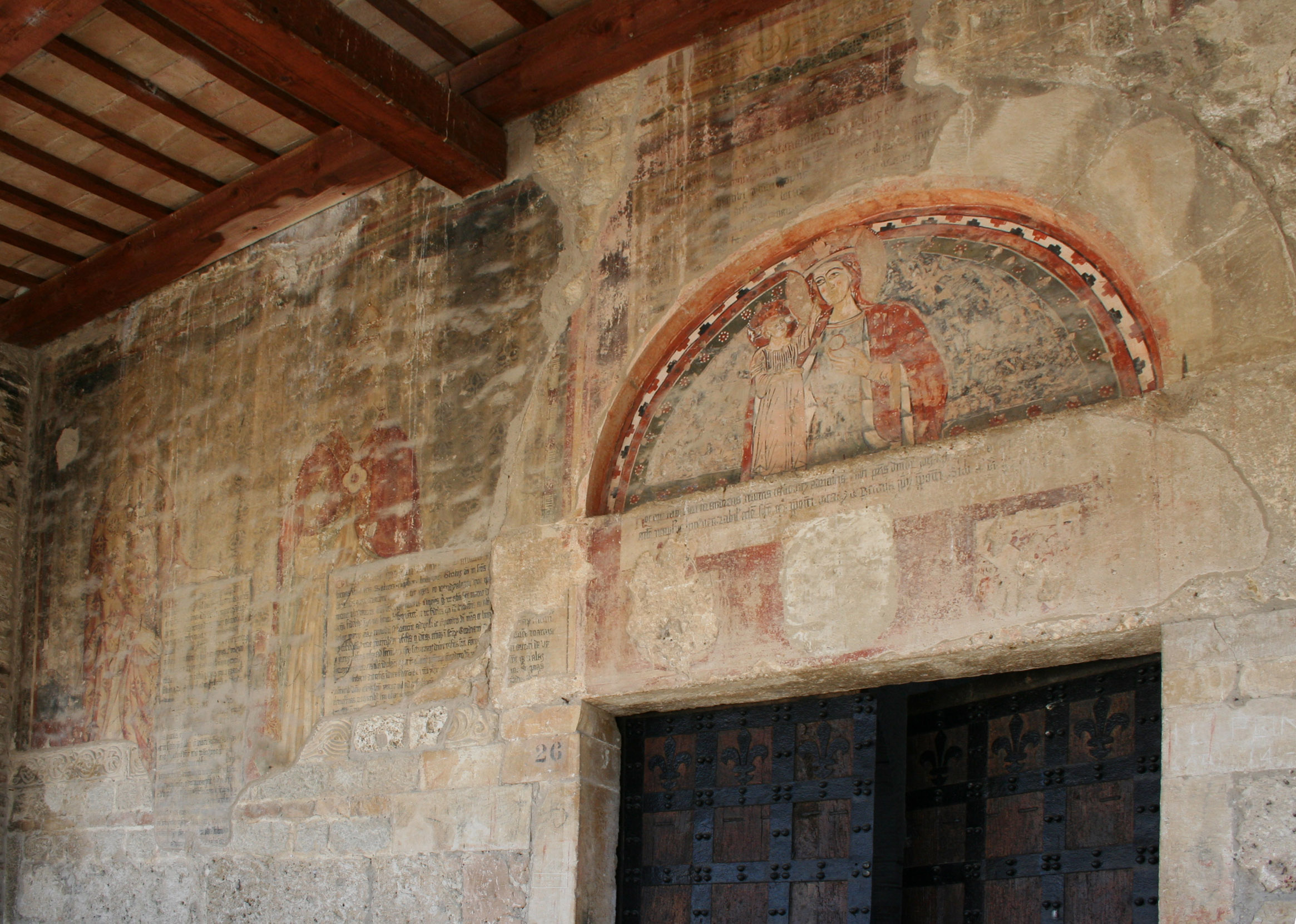
affreschi esterni sotto il nartece di ingresso
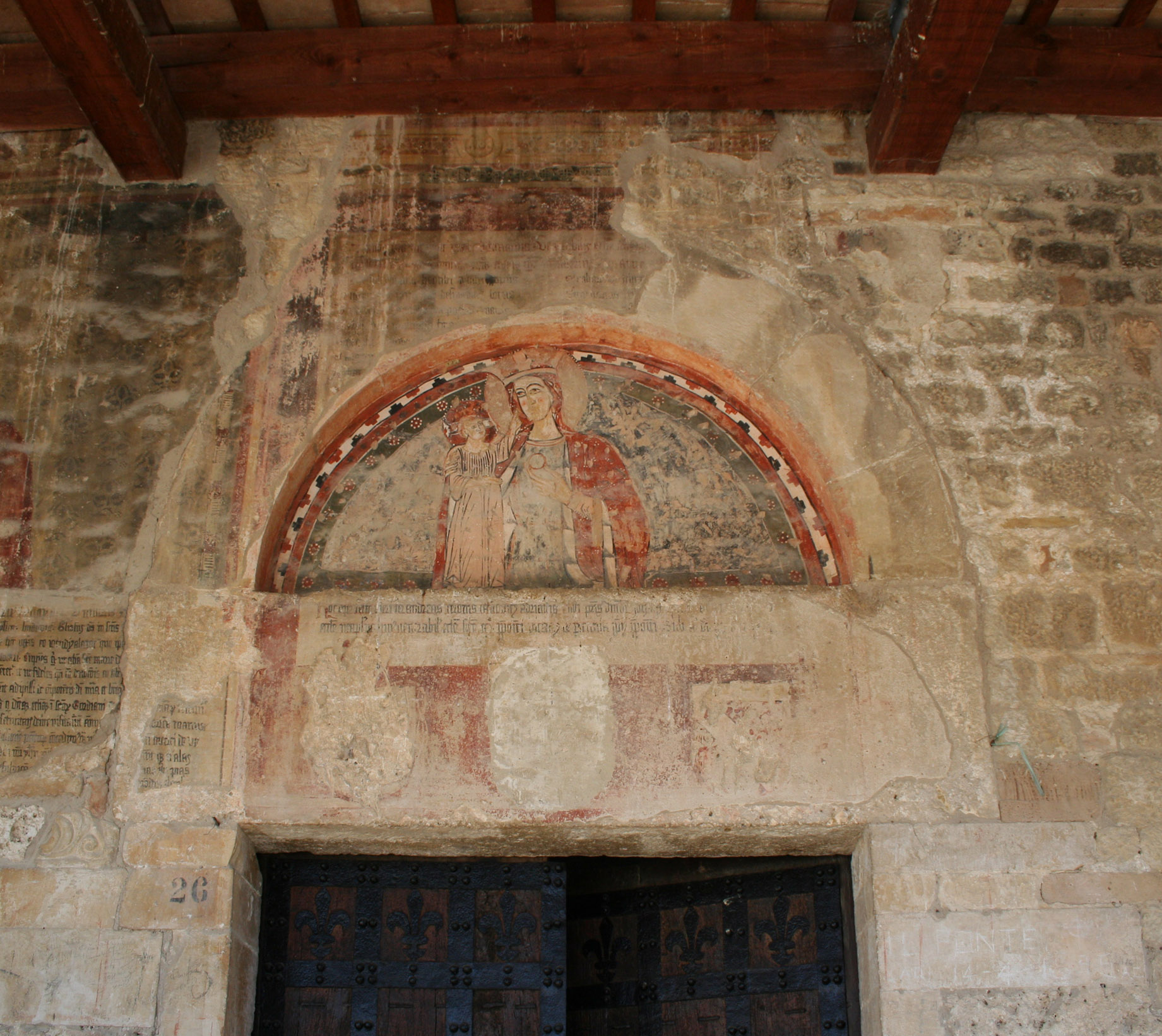
particolare della lunetta

## Architettura
Annessa all'importante e ricco complesso abbaziale, la chiesa attuale presenta una struttura articolata di gusto romanico con lievi influssi ogivali.
Dai prospetti e dalle piante di tutto il complesso Monumentale sono leggibili interventi costruttivi eseguiti nei diversi periodi. Infatti il primitivo edificio, la cui fondazione è riferibile al periodo alto medioevale, a partire dal IX sec d.C., fu sottoposto a diversi interventi di ricostruzioni e trasformazioni a seguito delle distruzioni operate da diverse ondate di barbari, pirati illirici, Ungari e saraceni che distrussero anche il vicino convento e la Chiesa di S.Antonio Abate, la primitiva Chiesa del SS. Salvatore (non San Salvatore) e San Nicola di Morro D'Oro (la cui struttura è visibile all'interno della Chiesa ricostruita da Giuliano di Ripatransone), San Clemente al Vomano ed altre Chiese della Vallata, tutte ricostruite, sempre dai frati benedettini e poi anche dai francescani.
La porzione dell'edificio che risulta più antica, ha le dimensioni di circa ml(8x30) ed è riconducibile ad una prima chiesa romanica ad unica navata, risalente forse al IX- X secolo; di questa è oggi visibile l'abside all'interno della attuale chiesa, nella navata centrale (era una esedra di una grande villa italico- romana della quale esistono diverse tracce nei dinorni, poi rettificata ad abside sulla parte dell'arco sinistro), è visibile anche l'oculo inferiore, sulla facciata esterna, leggermente decentrato rispetto a quello superiore, quello della chiesa ampliata nel sec. XIV; il piccolo portico che, in effetti, è un nartece, fu costruito in epoca diversa dalla primitiva chiesa (non ci sono segni di ammorsature nelle murature) ed è composto con archi ogivali sorretti da tozze colonninine quasi tutte ricomposte
Nel XIV secolo furono aggiunti i corpi laterali, che determinarono la ripartizione dell'aula interna in tre navate, tutto il corpo nord (tutte e tre le navate) rialzato rispetto alla quota della restante Chiesa, la parete superiore della facciata che termina con il coronamento orizzontale (romanico-abruzzese) decorato con archetti pensili intrecciati, il rosone con ghiera in terracotta, ed il portale atriano e la torre campanaria in posizione anomala nei confronti di tutto l'apparato Monumentale.
In molte parti della struttura sono presenti elementi e frammenti di reimpiego. 
A sinistra del prospetto principale si innalza la torre campanaria aggiunta nel XV secolo.

### La Porta Santa
All'esterno, sul lato sinistro del nartece, è visibile un ricco portale in pietra attribuito da Francesco Aceto all'opera della bottega di Raimondo del Poggio e databile nei primi anni del Trecento. La primitiva destinazione dell'intero portale era sulla parete nord (verso la Chiesa del SS.Salvatore di Morro D'Oro e verso il convento di S Antonio, come a volersi ricollegare con loro). Su tale parete, che dà sul presbiterio dell'attuale Chiesa, è visibile il vuoto (poi tamponato) creato per esso e fu quasi certo un ripensamento durante la costruzione (forse dovuto per le dimensioni esigue del sagrato verso nord, dove i terreno è a precipizio verso il fossato). Infatti il ripensamento è riscontrabile nel taglio operato nella muratura a mattoni della facciata (il taglio è visibile a destra e sinistra del portale attuale, ma solo per un'altezza di oltre due metri); quindi è palese che lo spostamento fu effettuato durante la costruzione e non come ipotizza il Moretti, per volere degli Acquaviva nel sec. XVI, in occasione della celebrazione di un anno Santo di cui non ci sono documenti di sorta); dopo la creazione del nuovo vuoto nella muratura furono apposti in opera gli elementi decorativi che ornano l'attuale porta Santa. Essa viene aperta solo il 10 maggio e nel giorno dell'Ascensione secondo la tradizione popolare.
Le caratteristiche delle decorazioni dell'archivolto a tutto sesto, con quattro ghiere concentriche, e lo stile architettonico richiamano il portale eseguito da Raimondo del Poggio, posto sul fianco destro della cattedrale di Atri, per questo è definito anche come il “portale atriano”. 

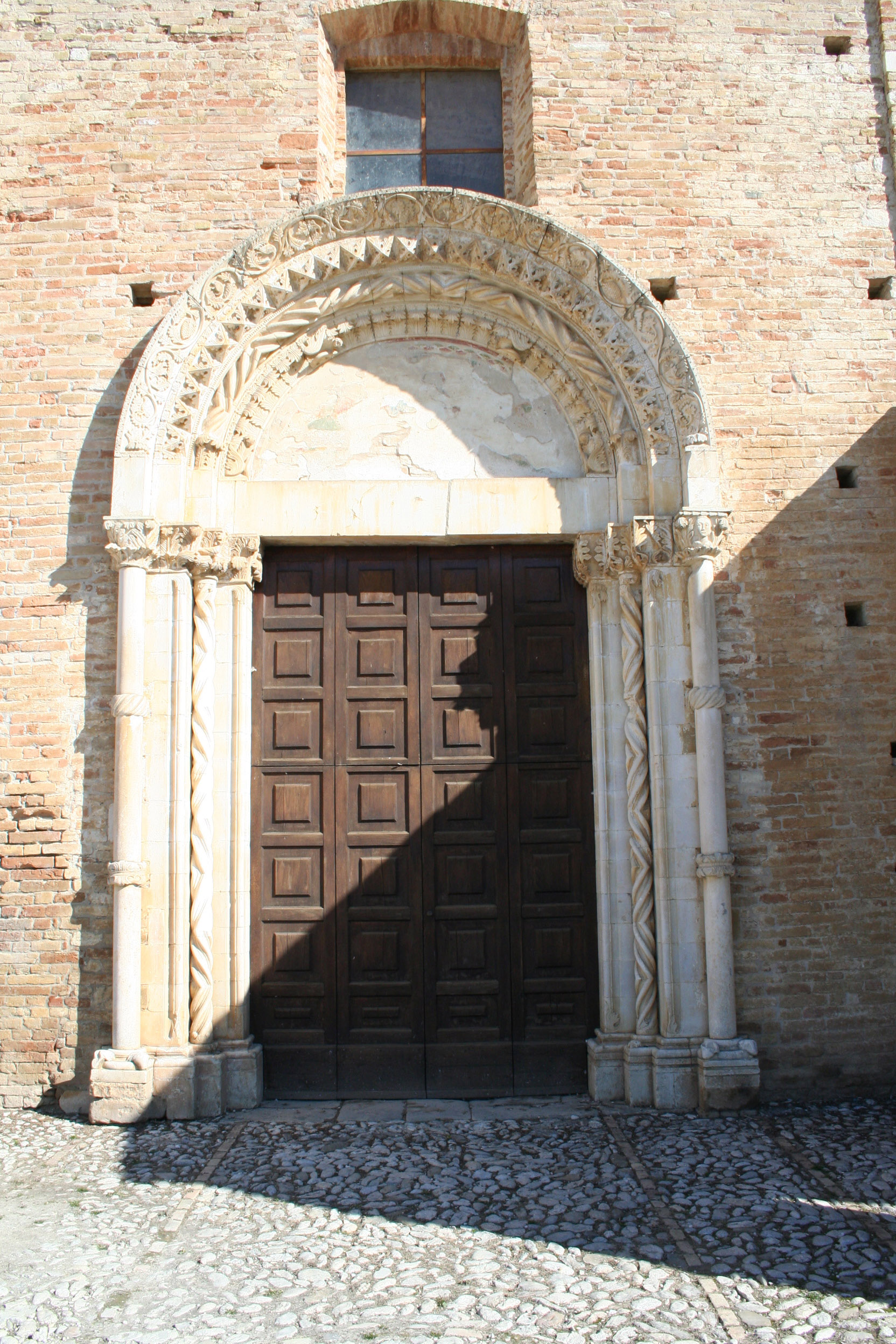
Porta Santa
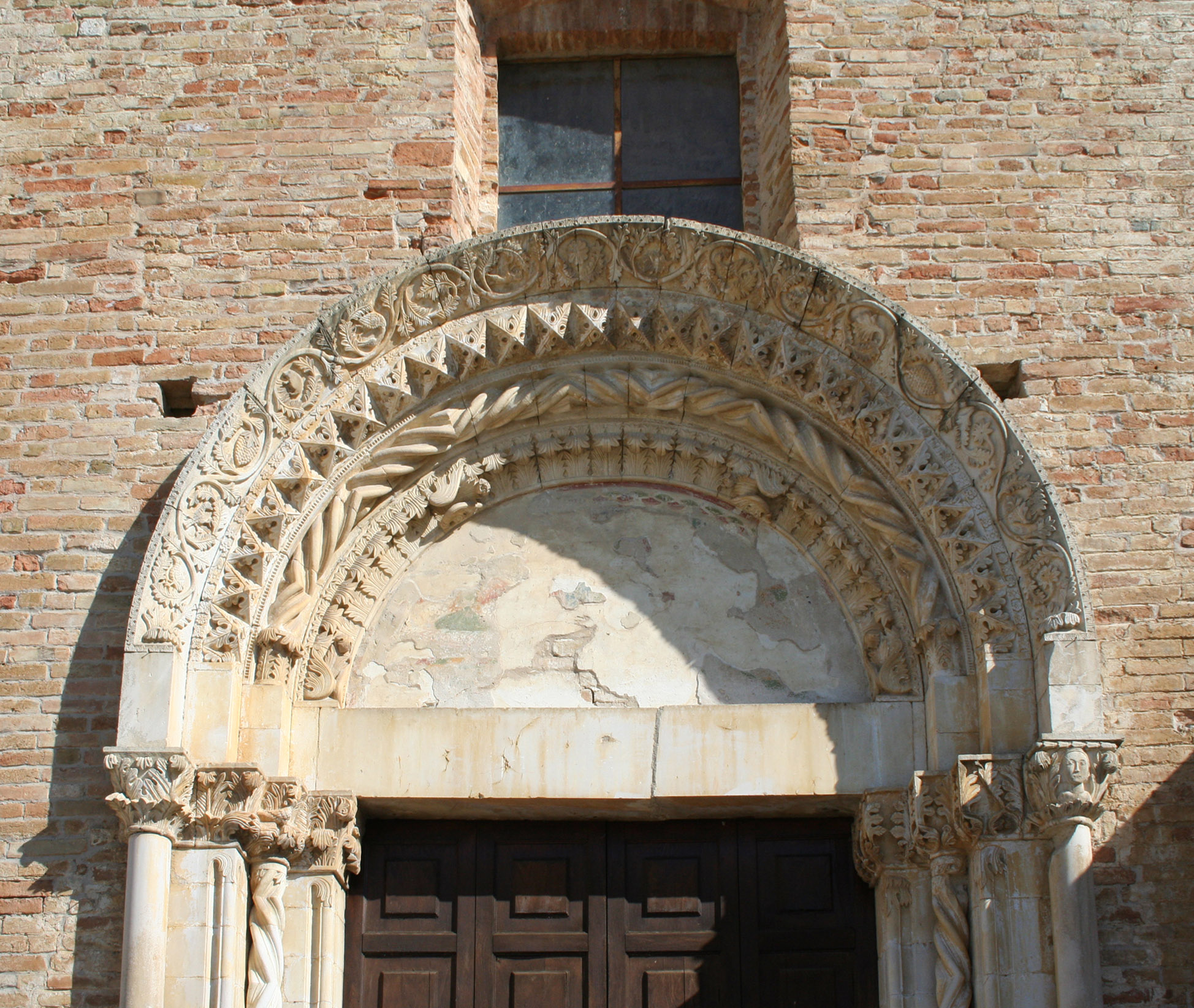
lunetta della Porta Santa
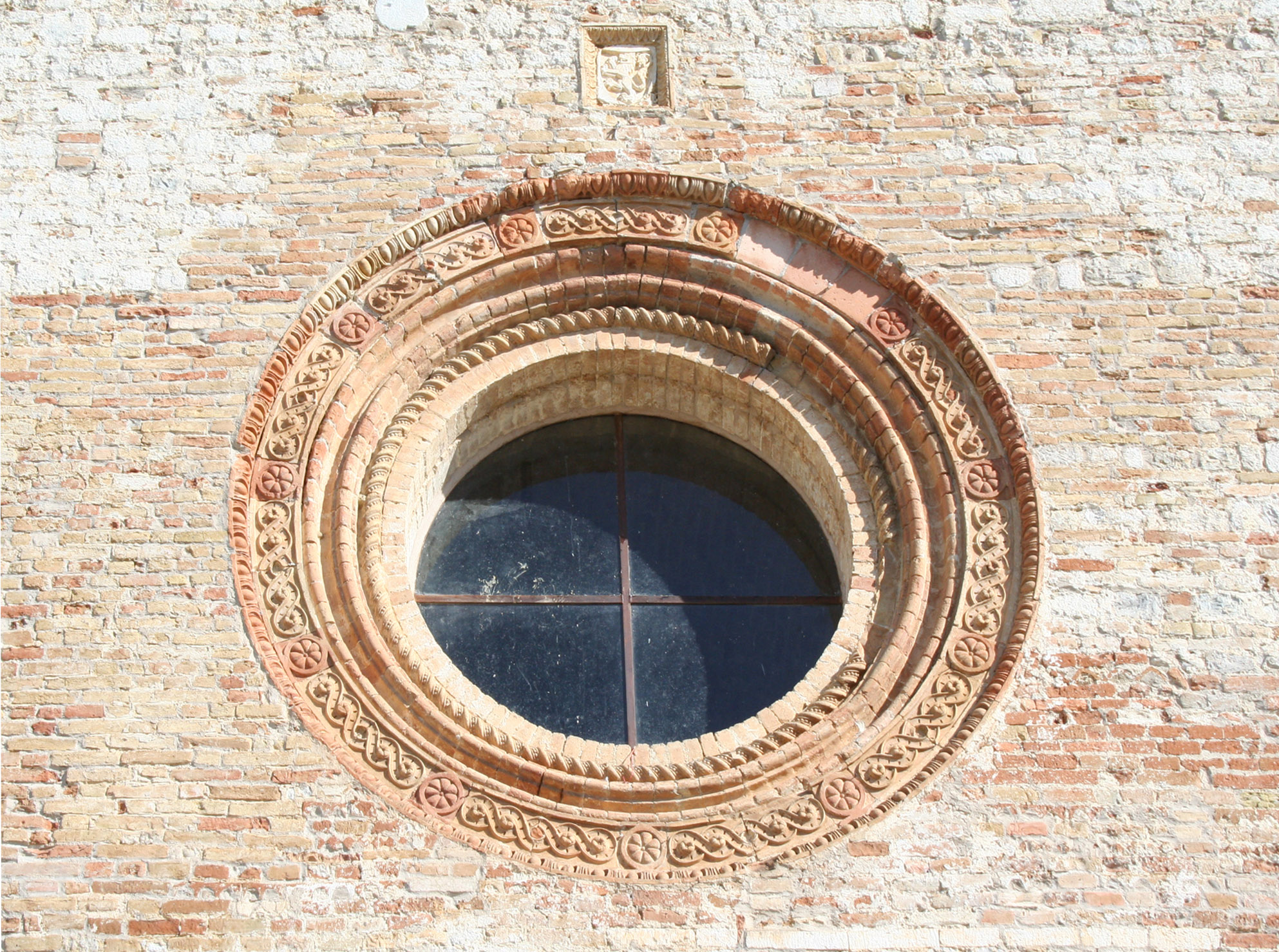
rosone con decori in terracotta

### L'interno
L'aula interna, a pianta basilicale, ora su tre navate di quasi uguale grandezza, scandite da imponenti con archi a tutto sesto è riferibile ad una struttura di gusto romanico-gotico. I pilastri si susseguono mostrando semicolonne in corrispondenza dei sottarchi. La zona del presbiterio è sopraelevata e incomincia a rialzarsi verso la metà della campata terminale. Le absidi sono costituite dal movimento delle ultime campate.
All'altezza della zona terminale della navata centrale si trovano i resti delle mura dell'abside della piccola chiesa del 1215, ritrovati e lasciati a vista dall'intervento dei lavori di restauro.
Sulla destra dell'ingresso si trova un'acquasantiera il cui basamento a colonna liscia si poggia su un capitello romanico rovesciato decorato da un calato di foglie lanceolate disposte su due ordini.

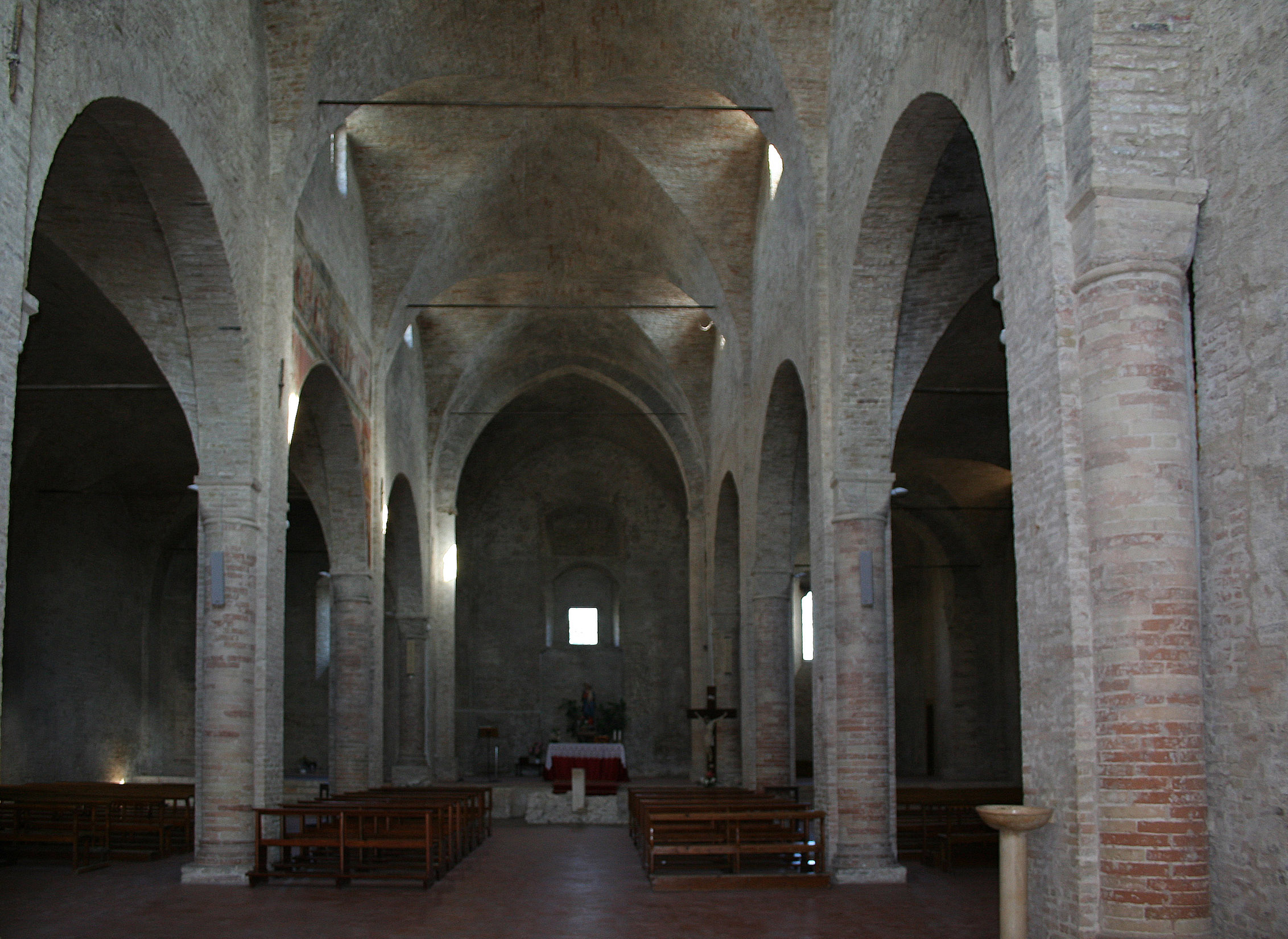
aula interna
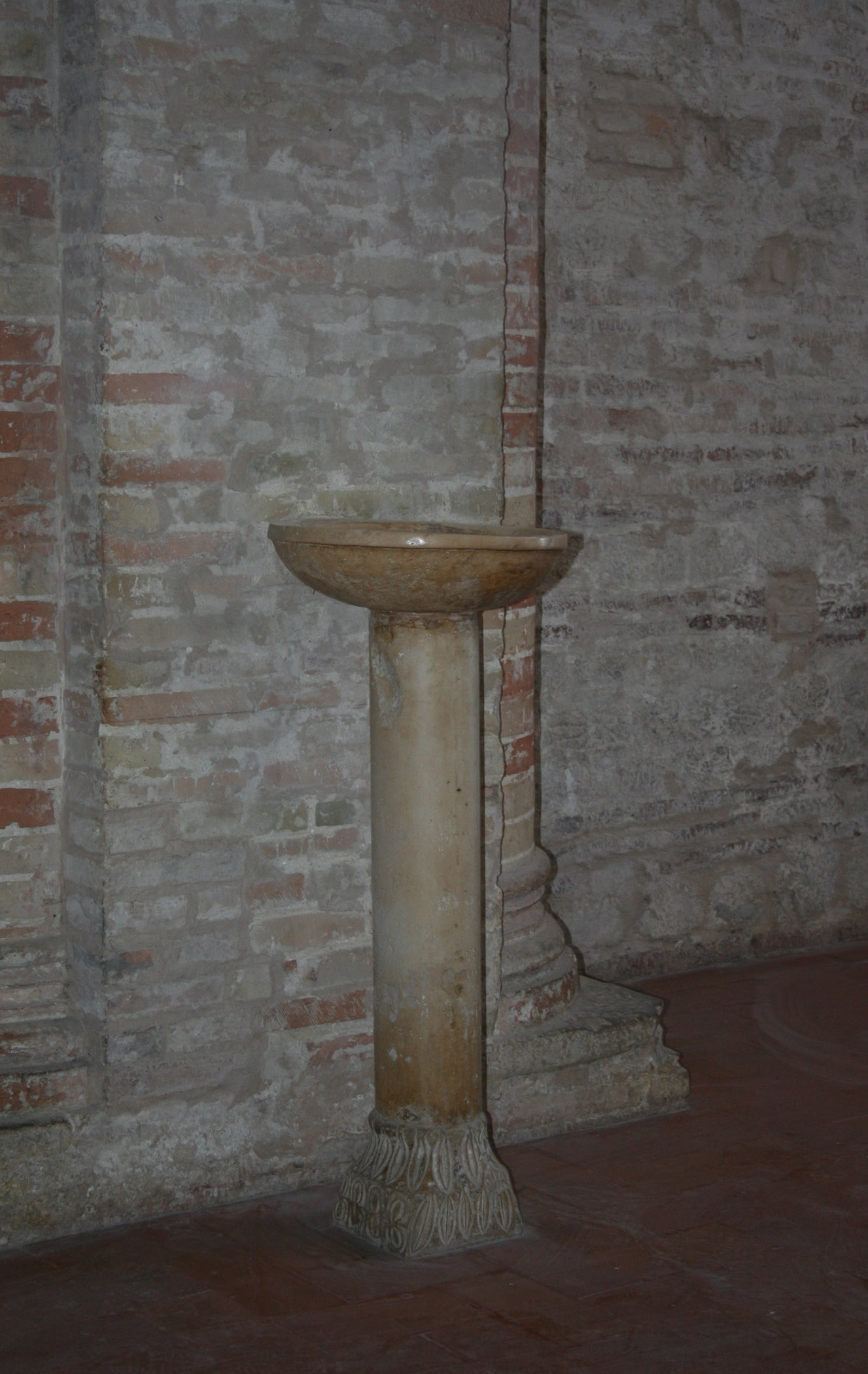
acquasantiera con colonna romana

### Gli affreschi
La chiesa conserva internamente alcuni affreschi fra cui interessanti sono quelli posti in alto nella navata centrale, nella parete del soprarco della seconda campata di sinistra, risalenti al 1499, come riportato sotto l'immagine della Vergine genuflessa. Questi descrivono l'evento miracoloso della rapida crescita della pianta di corniolo, l'apparizione della Vergine e l'inizio della costruzione della chiesa.
I racconti compaiono all'interno di cinque registri alla cui base di ognuno si legge una piccola didascalia, che si compone di due righi scritti in lingua volgare, che descrive quanto rappresentato.
Il tema pittorico si compone inoltre della raffigurazione di un'Annunciazione.
Sulla parete di controfacciata di sinistra una nicchia ogivale in mattoni contiene resti apprezzabili di un dipinto della Crocifissione. La ripartizione compositiva dell'opera vede ritratte a sinistra della croce il gruppo delle Marie che sostengono l'Addolorata svenuta, mentre a destra si trovano san Giovanni apostolo e la Maddalena genuflessa.

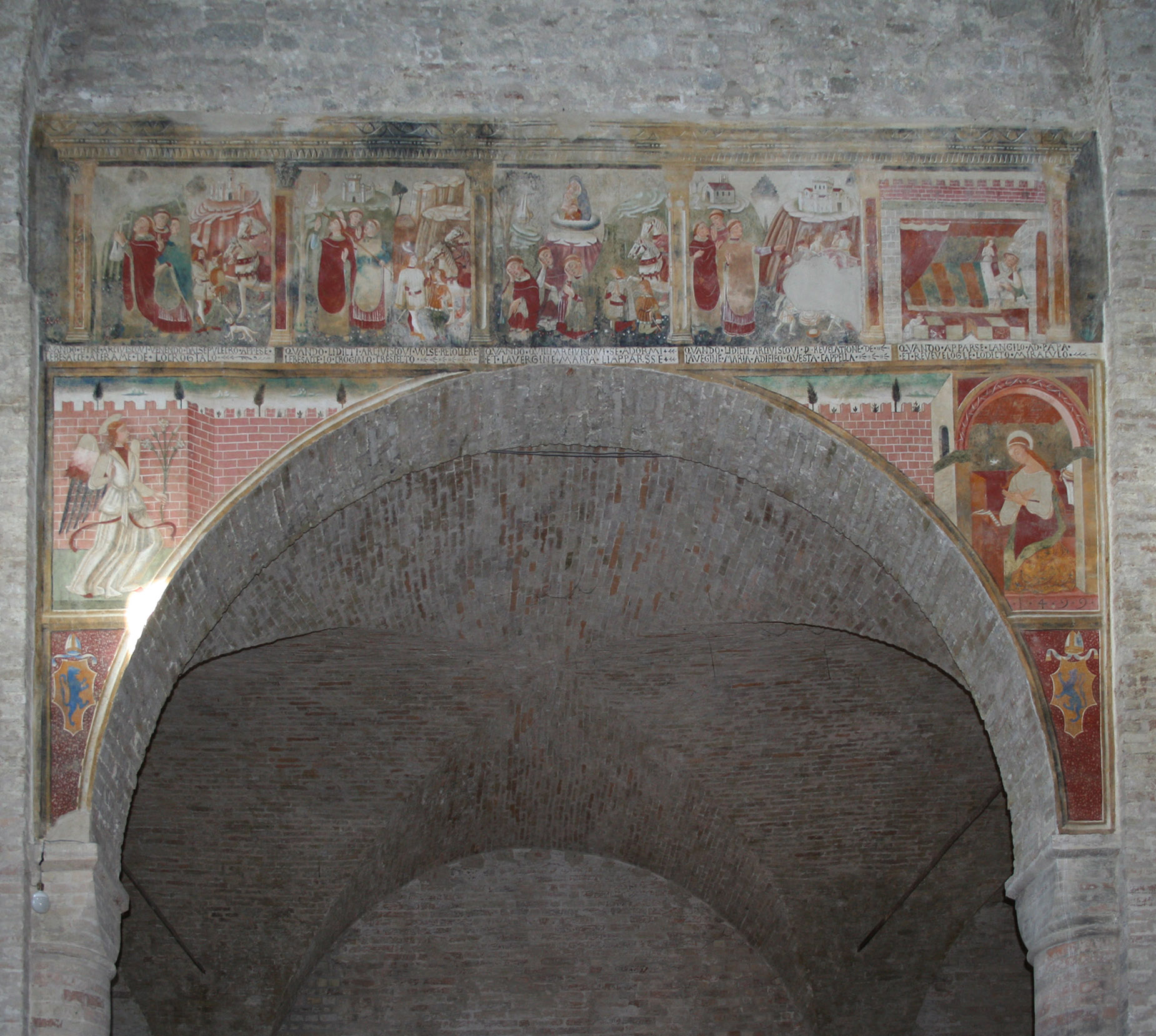
affreschi del 1499 sull'arco della navata centrale
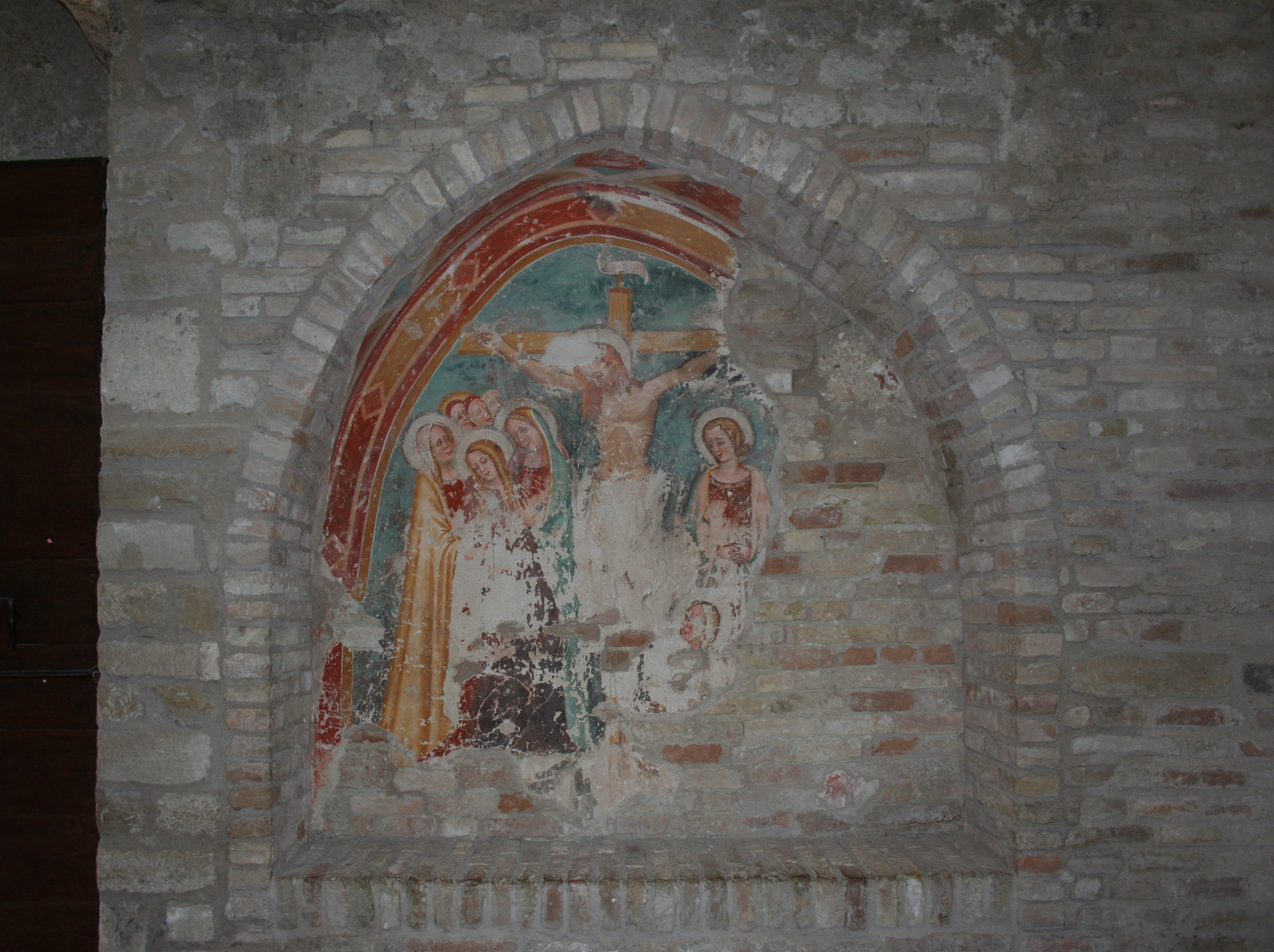
Crocifissione

## Il chiostro
Annesso al monastero dell'abbazia vi è anche il chiostro, a pianta quadrata, a due ordini di arcate sostenute da pilastri in cotto e laterizio sotto le quali ci sono i corridoi coperti cui si accede dai locali del monastero. Al centro del cortile interno, nella zona dell'area scoperta, vi è il pozzo, del XVI secolo, con la vera ottagonale in mattoni sormontata da due colonnine che sorreggono una copertura a spiovente.
L'edificazione del chiostro avvenne in due momenti diversi. Risulta coeva a quella della chiesa la parte di porticato inferiore dei primi anni del XIV secolo, con pilastri a sezione ottagonale, mentre nel XVI secolo furono aggiunti gli archi e le colonne in laterizio, a sezione tonda, del loggiato superiore.
Le lunette del chiostro sono state affrescate nei primi anni della seconda metà del XVII secolo. Lo storico Niccola Palma ne attribuì l'esecuzione al maestro polacco Sebastianus Majewski. In tempi successivi anche altri storici hanno citato la stessa notizia seguendo le indicazioni del Palma. In tempi più recenti lo studioso Ryszkiewicz ha condotto un attento esame delle lunette che, dopo aver subito il degrado dovuto all'esposizione esterna, sono state restaurate. Da questo intervento sono emersi dipinti e porzioni di pittura che per cromia e contenuto si differenziano e discostano in modo significativo dalle opere di Majewski. Inoltre, è possibile individuare, dalle pennellate, diverse mani che hanno contribuito alla realizzazione dell'intero ciclo pittorico. L'ipotesi accreditata è che il maestro polacco sia stato colui che ha ideato le decorazioni del chiostro, ma che ne abbia affidato la realizzazione a qualche artista a lui vicino.